# Maret Vaher

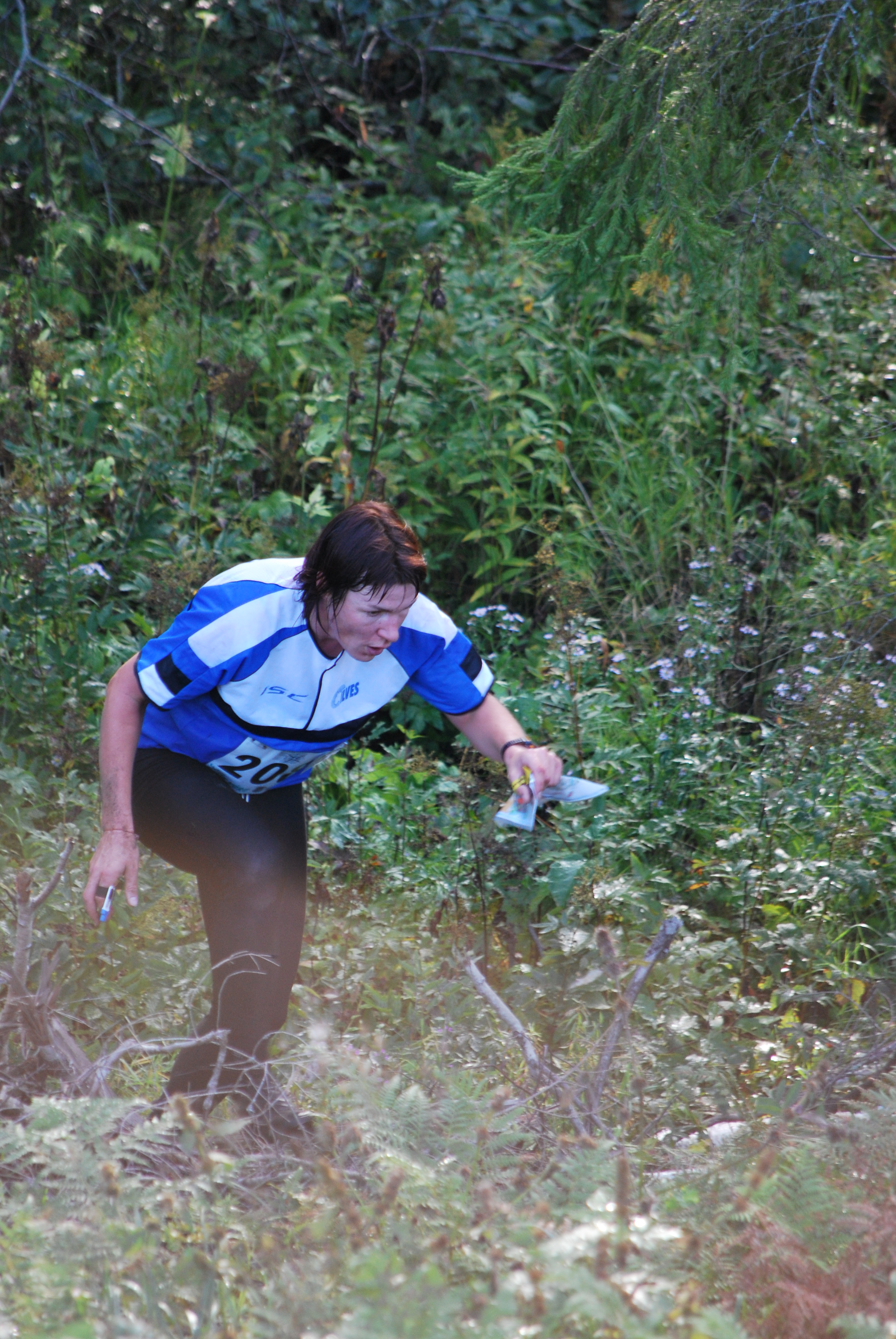
Maret Vaher, 2009

Maret Vaher (* 12. Januar 1973 in Saverna, Landgemeinde Valgjärve) ist eine estnische Orientierungs- und Ski-Orientierungsläuferin sowie Mountainbike-Orienteer.

## Karriere
Maret Vaher bestritt ihre erste Weltmeisterschaft 1990 im Ski-Orientierungslauf noch im Trikot der Sowjetunion, als sie in den Einzelwettbewerben Achte und Siebte wurde, sowie in der Staffel mit Swetlana Beresin und Jekaterina Petrowa Vierte wurde. Ihren größten Erfolg bei einer Ski-Orientierungslauf-Weltmeisterschaft gelang ihr 1994 im Nonstal in Italien, als sie auf der Langdistanz hinter Pepa Miluschewa aus Bulgarien und Virpi Juutilainen aus Finnland die Bronzemedaille gewann. Sie startete noch bei den Ski-Orientierungslauf-Weltmeisterschaften 1996 und 1998 und belegte dabei jeweils den fünften Platz mit der estnischen Staffel, die 1992 mit Maret Vaher Platz vier erreicht hatte. Danach konzentrierte sich Vaher mehr auf das Orientierungslaufen im Sommer. Sie startete bei den Weltmeisterschaften 1997, 1999, 2001 und 2006, kam aber nicht über einen 25. Platz in einem Einzelwettbewerb hinaus. Bei der Europameisterschaft 2000 in der Ukraine wurde sie Sechste auf der Langdistanz. Ab 2006 startete sie vermehrt bei Mountainbikerennen im Orientieren. Bei der Weltmeisterschaft 2007 erreichte sie Platz zehn auf der Mitteldistanz. 2009 wurde sie Fünfte bei der Europameisterschaft auf der Langdistanz.
Sie gehört dem Verein OK Põlva Kobras an. Sie ist 68-fache estnische Meisterin und gewann außerdem 33 Silber- und 17 Bronzemedaillen. Die Orientierungssportlerin Ruth Vaher ist ihre Schwester.

## Platzierungen

### Orientierungslauf
Weltmeisterschaften:
- 1997: 40. Platz Mittel, 45. Platz Lang, 7. Platz Staffel
- 1999: 25. Platz Lang, 15. Platz Staffel
- 2001: 54. Platz Mittel, 28. Platz Lang, 8. Platz Staffel
- 2006: 42. Platz Mittel, 32. Platz Lang, 15. Platz Staffel

Europameisterschaften:
- 2000: 6. Platz Lang
- 2002: 29. Platz Mittel, 23. Platz Lang, 16. Platz Staffel
- 2006: 13. Platz Mittel, 28. Platz Lang, 7. Platz Staffel

Gesamt-Weltcup:
- 2000: 63. Platz
- 2002: 62. Platz
- 2006: 46. Platz

### Ski-Orientierungslauf
Weltmeisterschaften:
- 1990: 8. Platz Kurz, 7. Platz Lang, 4. Platz Staffel
- 1992: 10. Platz Kurz, 5. Platz Lang, 4. Platz Staffel
- 1994: 16. Platz Kurz, 3. Platz Lang, 7. Platz Staffel
- 1996: 22. Platz Kurz, 17. Platz Lang, 5. Platz Staffel
- 1998: 16. Platz Kurz, 17. Platz Lang, 5. Platz Staffel

### Mountainbike-Orienteering
Weltmeisterschaften:
- 2006: 11. Platz Kurz, 24. Platz Lang
- 2007: 21. Platz Sprint, 10. Platz Mittel, 36. Platz Lang
- 2009: 42. Platz Sprint, 19. Platz Mittel
- 2010: 21. Platz Sprint, 32. Platz Mittel, 26. Platz Lang

Europameisterschaften:
- 2006: Kurz dsq., 13. Platz Lang, 5. Platz Staffel
- 2009: 22. Platz Kurz, 20. Platz Mittel, 5. Platz Lang